# 元首行館
48°08′46″N 11°34′04″E / 48.14611°N 11.56778°E

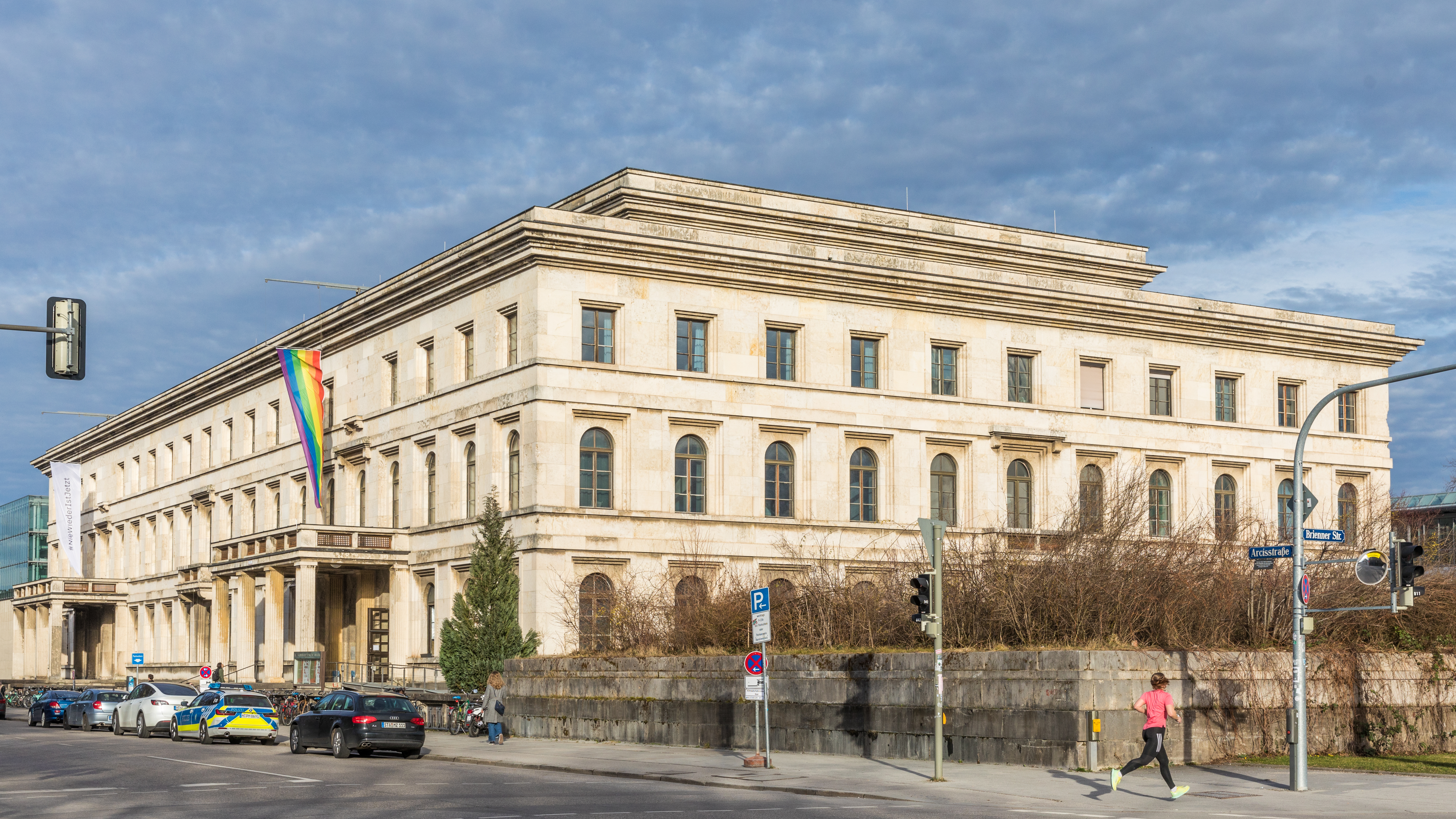
慕尼黑音樂戲劇學院的院館

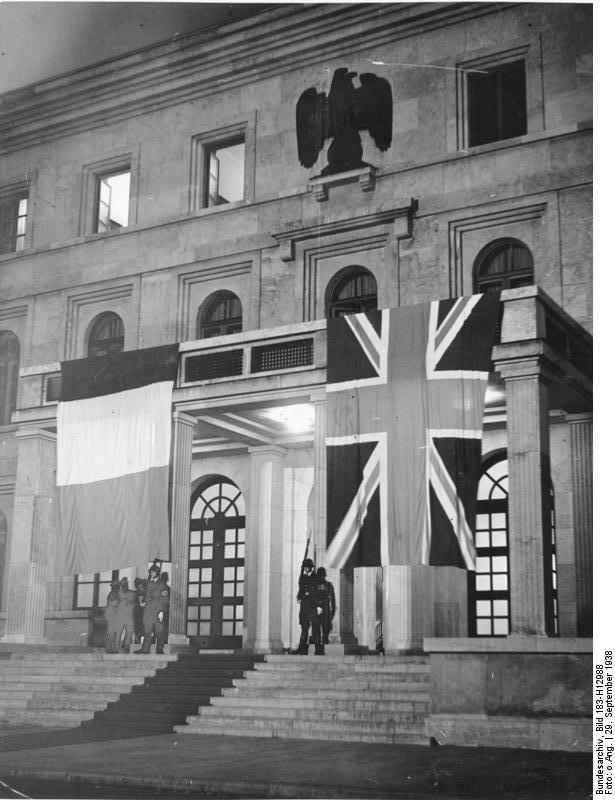
1938年9月的慕尼黑會議。

元首行館（德語：Führerbau）是納粹德國元首阿道夫·希特勒作來與國內外政治要員的宴會場所，位於慕尼黑國王廣場東側，也是至今現存的納粹時代建築之一。

## 設計
1931年，元首行館設計圖最初由當時希特勒最喜愛的建築師保羅·特羅斯特繪製。元首行館建於1933年至1937年，是國王廣場大規模改建的一部分，其中包括兩座新古典主義風格的納粹建築，用於「供奉」1923年啤酒館政變中遇害的15名納粹黨員的遺體。

## 歷史
1931年開始著手設計，1937年落成。1938年用來舉辦慕尼黑會議，1940年希特勒會見墨索里尼商討對法戰事及1941年會見羅馬尼亞總理揚·安東內斯庫。1945年，美國佔領元首行館，作為納粹從歐洲戰場各地所搜刮的藝術品收集點的行政大樓及儲存倉庫，包含戈林的私人收藏及預計設於林茲元首博物館的展出品。戰後，則返回原擁有國。
如今，這座建築是慕尼黑音樂戲劇學院的所在地，其會議廳現在用作音樂會場地。 2005年至2011年，建築物內安裝了數量不詳的絆腳石（20至25個），直至市政府官員以「防火」為由將其拆除。